# Parade (Magazin)
Parade war eine wöchentlich sonntags erscheinende amerikanische publizistische Beilage in über 700 Zeitungen.

## Geschichte
Das Magazin wurde von Field Enterprises 1941 begonnen. John Hay Whitney, Herausgeber der New York Herald Tribune kaufte Parade 1958, Booth Newspapers übernahmen das Blatt 1973 und wurde seinerseits 1976 von Advance Publications gekauft. Das Supplement ist auf hochwertigem Zeitungsdruckpapier gedruckt. Inhaltlich wird mindestens ein zentraler Artikel in Form eines Features und eine Reihe von regelmäßigen Kolumnen präsentiert. Der Werbeanteil ist relativ hoch und beinhaltet zuweilen auch Coupons oder andere Einleger. Mit Parade Digital Partners wird ebenso ein Onlinenetzwerk wie die Verteilung zu den Zeitungspartnern realisiert, die Webseite hat etwa 50 Millionen Besucher monatlich.
Aufgrund der verhältnismäßig langen Verzögerung zwischen Redaktionsschluss und Auslieferung kommt es gelegentlich zu etwas peinlichen Unstimmigkeiten. Im Januar 2008 titelte man Benazir Bhutto als „Amerikas Hoffnung gegen al-Qaida“, Bhutto war bereits am 27. Dezember 2007 ermordet worden.
Ähnlich wurde das beliebte Pferd Barbaro noch im Februar 2007 als gesund beschrieben, war aber Ende Januar 2007 eingeschläfert worden.

## Beliebte Kolumnen
- Ask Marilyn von Marilyn vos Savant
- Cartoon Parade mit Cartoons unter anderem von Dave Coverly, Carla Ventresca, Dan Piraro und Gary McCoy
- In Step With von James Brady, bei dem verschiedene Celebrities interviewt wurden
- Intelligence Report: Gesundheit, Leben Geld und Unterhaltung
- Bei Our Towns schreiben Journalisten der Zeitungspartner zu lokalen Themen
- The Parade High School All-America Teams über Sport an amerikanischen High Schools
- Personality Parade[9] führt kommende Vorhaben von Prominenten auf.